# Bandeira de Brumado
A Bandeira de Brumado representa a força e os costumes do povo brumadense; tem as mesmas cores do brasão do município e é um símbolo importante para identificação de Brumado.

## Criação
A Bandeira de Brumado foi criada por meio da Resolução 1/72, do dia 20 de abril de 1972, juntamente com o brasão e o lançamento foi feito em 3 de setembro do mesmo ano, em uma cerimônia religiosa dirigida pelo padre monsenhor Antônio da Silveira Fagundes. Esse fato histórico aconteceu na gestão do prefeito Miguel Lima Dias.
Na ocasião, a vereadora Esther Trindade Serra procurou em Salvador, no Mosteiro de São Bento, o heraldista alemão, naturalizado brasileiro, frei Paulo, para ajudar no modelo da bandeira e definição das cores. Ficou decidido, então as cores vermelha e amarela; e a bandeira com desenho em forma de cruz, com pontas de lança.